# Angel Martino
Angel Martino (Tuscaloosa, Alabama, 25. travnja 1967.) je bivša američka plivačica.
Trostruka je olimpijska pobjednica u plivanju.